# Burt Boutin
Burton A. Boutin is een Amerikaans professioneel pokerspeler. Hij won onder meer het $2.000 Pot Limit Hold'em-toernooi van de World Series of Poker 2001 (goed voor een hoofdprijs van $193.800,-) en het $5.000 Pot Limit Omaha with Rebuys-toernooi van de World Series of Poker 2007 (goed voor $825.956,-). Daarnaast was hij verliezend finalist in het $10.000 World Poker Tour Championship Event - No Limit Hold'em van het Mandalay Bay Poker Championship 2006 (achter Joe Tehan), waarmee hij $604.765,- verdiende.
Boutin verdiende tot en met juni 2014 meer dan $2.300.000,- in pokertoernooien (cashgames niet meegerekend).

## Wapenfeiten
Na het winnen van zijn eerste World Series of Poker (WSOP)-titel, bereikte Boutin in 2005 daarop zijn tweede finaletafel. Op de World Series of Poker 2005 eindigde hij negende in het $5.000 Pot Limit Hold'em-toernooi. Een jaar later was het weer raak. Boutin kwam tot de vijfde plaats in het $5.000 Pot Limit Hold'em-toernooi van de World Series of Poker 2006.
Boutin won op de World Series of Poker 2007 dan toch zijn tweede WSOP-titel en daarmee $825.956,-, de grootste prijs van zijn leven. In het $2.500 Pot Limit Hold'em/Omaha-toernooi van de World Series of Poker 2010 miste hij op een haar na plaatsing voor zijn vijfde WSOP-finaletafel. Deze keer werd hij tiende.

## WSOP-titels
| World Series of Poker 2001 | $2.000 Pot Limit Hold'em           | $193.800,- |
| World Series of Poker 2007 | $5.000 Pot Limit Omaha with Rebuys | $825.956,- |